# لگزینگتون (اورگن)
لخینگتن (به انگلیسی: Lexington) شهری در شهرستان مارو ایالت اورگن است و در سرشماری سال ۲۰۱۱ میلادی، ۲۳۸ نفر جمعیت داشته که نسبت به سال ۲۰۱۰، ۰٫۸۴ درصد رشد جمعیت داشته‌است.

## موقعیت جغرافیایی
موقعیت جغرافیایی شهرها و مناطق اطراف به شرح زیر است: